# エッグ (アニメ制作会社)
株式会社エッグ（英: egg-inc.）は、日本のアニメ制作会社。

## 概要・沿革
1981年にCM制作のポストプロダクションとして東京都渋谷区に設立した「有限会社エッグ」（以下、エッグ）がその発祥である。創業当初は主としてCM作品の編集作業を請け負うのが主だったが1983年よりアートディレクション業務を請け負うようになり、1989年に本社移転をした。
1991年に株式会社に組織変更。それと同時期に『ひらけ!ポンキッキ』のアニメーション部分を担当したことを契機にアニメーション制作事業を始めることとなり、翌年の1992年に初の自社元請制作作品として『カメレオン』、『オフサイド』の2作品を制作するも同年に制作した『9×9算ス』以降は主に教育ビデオの制作を主とした。
2002年制作のアニメである『アソボット戦記五九』よりテレビシリーズに進出。それとほぼ同期にアニメーション制作スタジオを東京都練馬区に開設した。2004年頃からはテレビシリーズの制作だけでなくテレビCMのアニメーション部分も担当している。
関係会社に遊技機用CGアニメーション制作を専門とする「有限会社アナハイムエンタテインメント」を有していたが、2018年2月7日に東京地方裁判所の破産手続開始決定を受け、倒産した。2015年以降は作品発表がないものの、法人自体は存続しており、日本アニメーション協会会員の小松沢甫のコラムにおいて、2021年に亡くなったヒロアニメーションスタンド代表の高橋弘に対し、エッグ名義で供花したことが触れられている。

## 主な作品

### テレビシリーズ
- アソボット戦記五九 （2002年）
- じゃがいぬくん （2004年）
- パンツぱんくろう （2004年）
- サムライガン （2004年）
- フレンドリーアベニュー （2005年）
- おでんくん （2005年）
- 天才ビットくん （2005年）
- ユメミル、アニメ「onちゃん」 （2008年）
- ズモモとヌペペ （2012年）
- くつだる。（2014年）

### TVCM
- フジリビング新聞 （2004年）
- 第四銀行 （2005年 - 2008年）
- JAバンク岐阜 （2005年）
- メガネドラッグ （2006年）
- 蒲郡競艇G1レース （2006年）

### OVA
- カメレオン （1992年）
- オフサイド （1992年）

### 劇場映画
- 69 sixty nine （2004年・オープニング制作）